# Tritan (polymer)
Tritan är varumärket för en polymer tillverkad av Eastman Chemical Company. Materialet används bland annat i vattenflaskor och är en kopolyester  som består av de tre monomererna di-metyltereftalat (DMT), 1,4-cyklohexandimetanol (CHDM), och 2,2,4,4-tetrametyl-1,3-cyklobutandiol (TMCD).
In vitro- och in vivo-studier baserade på kvantitativa struktur-aktivitetssamband tyder på att materialet varken påverkar androgenreceptorer eller östrogenreceptorer.